# پیانیست (شرح حال)
پیانیست شرح حالی از پیانیست و آهنگساز یهودی لهستانی ووادیسواف اشپیلمان است که در آن او زندگی خود را در ورشو در لهستان اشغال‌شده در جنگ جهانی دوم وصف می‌کند. او پس از مدتی همراه خانواده خود مجبور به رفتن به گتوی ورشو شد. این کار را اشپیلمان بلافاصله پس از پایان جنگ نوشت. در این شرح حال، او داستان جان بدر بردن دشوارش در ورشو که ویران شد و اخراج و مرگ کل خانواده‌اش را توصیف می‌کند. این اثر اندکی پس از چاپ نخستش در سال ۱۹۴۶ با سرکوب دولت لهستان مواجه شد. این شرح همچنین شامل گزیده‌هایی از دفتر خاطرات ویلم هزنفلد افسر آلمانی است که جان وی را نجات داد. دو سال پس از مرگ نویسنده این کتاب، رومن پولانسکی فیلمی به همین نام را کارگردانی نمود که برنده نخل طلای جشنواره کن گردید و سال بعد در هفتاد و پنجمین دوره جوایز اسکار برنده سه جایزه (بهترین فیلم‌نامه اقتباسی، بهترین بازیگر و بهترین کارگردان) شد و همچنین جایزه بفتای بهترین فیلم و بهترین کارگردانی را گرفت.